# Maurice August Lippens

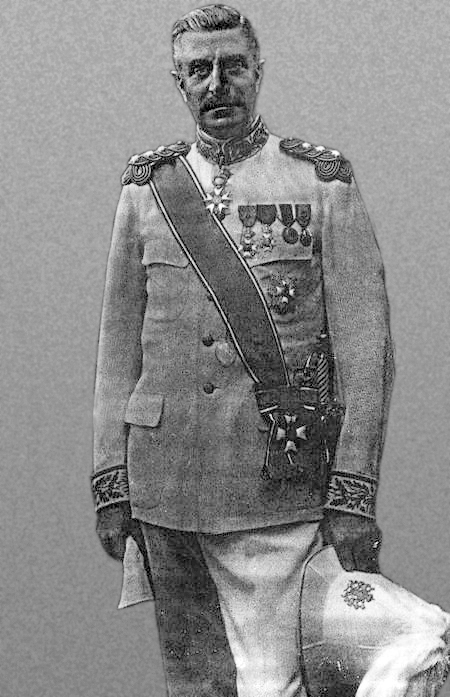
Maurice August Lippens

Maurice Auguste Eugène Charles Marie Ghislain Graf Lippens (* 21. August 1875 in Gent, Ostflandern, Belgien; † 12. Juli 1956 in Ixelles/Elsene, Region Brüssel-Hauptstadt, Belgien) war ein belgischer liberaler Politiker, der unter anderem Generalgouverneur von Belgisch-Kongo, mehrfach Minister und Präsident des belgischen Senats war.

## Biografie
Nach dem Schulbesuch studierte Lippens Rechtswissenschaft an der Université Libre de Bruxelles und war nach erfolgter Promotion zum Doktor der Rechtswissenschaften als Rechtsanwalt tätig.
Wenig später begann er auch eine Laufbahn in der Kommunalpolitik und war zunächst von 1906 bis 1920 Bürgermeister von Moerbeke. Zugleich war er zwischen 1919 und 1921 Gouverneur der Provinz Ostflandern.
Anschließend folgte 1921 seine Berufung zum Generalgouverneur von Belgisch-Kongo und er behielt diese Funktion während des Völkerbundmandates bis 1923. Nach seiner Rückkehr nach Belgien wurde er Mitglied des Senats und gehörte diesem von 1925 bis 1939 an. Zugleich war er zwischen 1926 und 1937 auch wieder Bürgermeister von Moerbeke.
1927 wurde er von Premierminister Henri Jaspar zum Minister für Eisenbahnen, Post und Telegrafie, Luftfahrt und Seefahrt berufen. Im Rahmen einer Regierungsumbildung war er von 1929 bis zum Ende von Jaspars Amtszeit im Juni 1931 Verkehrsminister.
In der Regierung von Premierminister Charles de Broqueville war er von Oktober 1932 bis November 1934 Minister für öffentlichen Unterricht. Für seine politischen Verdienste wurde ihm zusammen mit Cyrille Van Overbergh am 31. Juli 1934 der Ehrentitel eines Staatsministers verliehen.
Nach seinem Ausscheiden aus der Regierung war Graf Lippens vom 13. November 1934 bis zum 13. April 1936 Präsident des Senats.
Während der Besetzung Belgiens durch die Wehrmacht spielte er im Sommer 1940 eine maßgebliche Rolle, als er ein Direktorium bildete, das versuchte, die Anwesenheit König Leopold III. im Land und damit seine Regentschaft zu erzwingen. Dazu führte er auch zahlreiche Gespräche mit dem rechtsradikal-faschistischen Flämischen Nationalbund (Vlaams Nationaal Verbond) sowie mit dem Verband der Deutschnationalen Solidarität (Verbond van Dietsche Nationaal Solidaristen (VERDINASO)). Letztlich blieben diese Versuche zur Herstellung einer eigenen Diplomatie und einer neuen flämischen nationalistischen Kollaboration erfolglos.

## Familie
Lippens war Schwiegervater (und Onkel) von Léon Lippens, von 1947 bis 1966 Bürgermeister von Knokke, sowie Großvater von Leopold Comte Lippens, des heutigen Bürgermeisters von Knokke-Heist, und von Maurice Comte Lippens, bis 2008 Vorstandsvorsitzender des Unternehmens Fortis und von 2004 bis 2008 im Aufsichtsrat von Belgacom. Die Schwester der beiden Vorgenannten, Elisabeth, war mit Ferdinand von Bismarck (1930–2019) verheiratet.